# Salineville
Salineville és una vila dels Estats Units a l'estat d'Ohio. Segons el cens del 2000 tenia 1.397 habitants.

## Demografia
Segons el cens del 2000, Salineville tenia 1.397 habitants, 535 habitatges, i 365 famílies. La densitat de població era de 243 habitants/km².
Dels 535 habitatges en un 33,3% hi vivien nens de menys de 18 anys, en un 47,9% hi vivien parelles casades, en un 14,6% dones solteres, i en un 31,6% no eren unitats familiars. En el 26,7% dels habitatges hi vivien persones soles el 13,8% de les quals corresponia a persones de 65 anys o més que vivien soles. El nombre mitjà de persones vivint en cada habitatge era de 2,6 i el nombre mitjà de persones que vivien en cada família era de 3,14.
Per edats la població es repartia de la següent manera: un 29,2% tenia menys de 18 anys, un 9,3% entre 18 i 24, un 27,6% entre 25 i 44, un 22,2% de 45 a 60 i un 11,7% 65 anys o més.
L'edat mediana era de 33 anys. Per cada 100 dones de 18 o més anys hi havia 90,9 homes.
La renda mediana per habitatge era de 27.473 $ i la renda mediana per família de 30.167 $. Els homes tenien una renda mediana de 28.864 $ mentre que les dones 19.539 $. La renda per capita de la població era de 13.895 $. Aproximadament l'11,6% de les famílies i el 15,7% de la població estaven per davall del llindar de pobresa.

## Poblacions properes
El següent diagrama mostra les poblacions més properes.